# Минди
Минди (енгл. Myndie) је митолошко биће из митологије абориџинских народа. Ово биће наводно обитава у мочварама широм Аустралије.

## Опис миндија

### Опис миндија у митологији и народним предањима
У митологији минди је велико биће које је боравило у мочварама. Према абориџинским легендама ово биће је нестала јер су се мочваре у којима је обитавало исушиле.

### Опис миндија из модерног доба

#### У креационизму
Према ријечима креациониста минди је један од доказа да су људи живјели заједно са диносаурусима. Они га описују као биће налик на диносауруса из групе Сауропода.